# 阿兰克坦
阿兰克坦（法語：Alincthun，法語發音：[alɛ̃ktœ̃]）是法国上法蘭西大區加来海峡省的一个市镇，属于滨海布洛涅区。

## 地理
阿兰克坦（50°43'52"N, 1°48'5"E）面积9.88 平方千米，位于法国上法蘭西大區加来海峡省，该省份为法国北部沿海省份，西北濒北海，南至索姆省，东临北部省。
与阿兰克坦接壤的市镇（或旧市镇、城区）包括：勒瓦斯特、贝勒布吕讷、布农维尔、科朗贝尔、克雷马雷、埃讷沃。

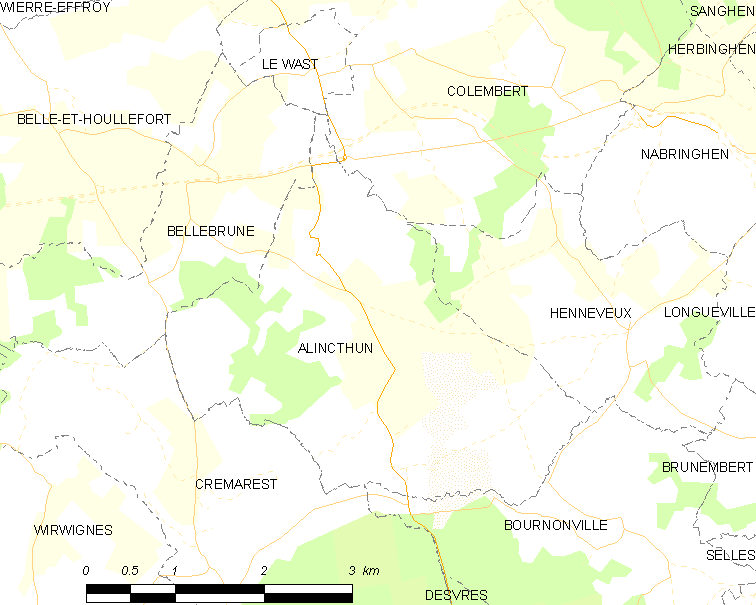
阿兰克坦的OSM定位图

阿兰克坦的时区为UTC+01:00、UTC+02:00（夏令时）。

## 行政
阿兰克坦的邮政编码为62142，INSEE市镇编码为62022。

## 政治
阿兰克坦所属的省级选区为代夫勒县。

## 人口

1962-2008年间阿兰克坦人口变化图示

阿兰克坦于2022年1月1日时的人口数量为296人。